# Championnat des Bermudes féminin de football
Le championnat des Bermudes de football féminin est une compétition de football féminin créée en 1989.

## Palmarès
| Saison    | Champion     |
| --------- | ------------ |
| 1989-1990 | inconnu      |
| 1990-1991 | inconnu      |
| 1991-1992 | Telecom      |
| 1992-1993 | Telecom      |
| 1993-1994 | BAA          |
| 1994-1995 | BAA          |
| 1995-1996 | BAA Telecom  |
| 1996-1997 | PHC Teasers  |
| 1997-1998 | Rude Girls   |
| 1998-1999 | Rude Girls   |
| 1999-2000 | Rude Girls   |
| 2000-2001 | Rude Girls   |
| 2001-2002 | Rude Girls   |
| 2002-2003 | Rude Girls   |
| 2003-2004 | PHC Zebras   |
| 2004-2005 | Lady Cougars |
| 2005-2006 | Lady Cougars |
| 2006-2007 | Lady Cougars |
| 2007-2008 | Lady Rams    |
| 2008-2009 | Lady Cougars |
| 2009-2010 | Lady Rams    |
| 2010-2011 | annulé       |
| 2011-2012 | non organisé |
| 2012-2013 | non organisé |
| 2013-2014 | non organisé |
| 2014-2015 | non organisé |
| 2016      | Herons       |
| 2016      | inconnu      |